# Krinnenspitze
Die Krinnenspitze ist ein 2000 m ü. A. hoher Berg in den Allgäuer Alpen, der sich in Österreich erhebt. Sie ist durch Wanderwege erschlossen und in der Nordflanke befindet sich ein kleines Skigebiet der Liftgesellschaft Nesselwängle.

## Lage und Umgebung
Die Krinnenspitze liegt im österreichischen Bundesland Tirol. Sie liegt vollständig auf dem Gemeindegebiet von Nesselwängle. Am Nordfuß des Berges liegt der Haldensee (1124 m).
Der Gipfel der Krinnenspitze ragt über dem Strindenbachtal im Westen, dem Tannheimer Tal im Norden und dem Weißenbachtal im Süden empor. Gegenüber der Krinnenspitze liegen im Norden die Tannheimer Berge (2238 m). Nach Westen senken sich die Flanken der Krinnenspitze zum Litnisschrofen (2068 m) hin ab. Diese Einschartung und der Litnisschrofen stellen die Referenzpunkte für Schartenhöhe und Dominanz dar, die 175 Meter beziehungsweise 1,8 Kilometer betragen.

## Geologie
Im Gipfelaufbau besteht die Krinnenspitze aus Hauptdolomit. Dieser ist auf Lias-Fleckenmergel gelagert.

## Namensherkunft
Erstmals erwähnt wurde die Krinnenspitze 1774 bei Peter Anich im Atlas Tyrolensis als Rinnen Spitz. In der Schmitt’schen Karte von Südwestdeutschland aus dem Jahr 1797 ist ein Krinnenspitz verzeichnet. Der Name stammt von der Alpe Krinnen auf der Nordseite, die für das Jahr 1769 belegt ist. Sie hat ihren Namen von der Rinne, die von dem Almgebiet zum Haldensee hinabzieht. „Krinne“ in der Bedeutung von Kerbe, Einschnitt oder Rinne ist ein althochdeutsches Wort, belegt als krinna. Dieses ist dem rätoromanischen crēnna entlehnt.

## Besteigung
Markierte Wanderwege führen von verschiedenen Seiten auf die Krinnenspitze. Auf der Nordseite bildet dabei die Bergstation des Sessellifts Krinnenalpe einen Stützpunkt. Diese wird entweder per Lift erreicht oder auf den Wanderwegen 11, 12 und 13. Es besteht nun die Möglichkeit, den Berg über die Ostseite auf dem Gamsbocksteig oder die Westseite auf dem Alpenrosensteig zu besteigen. Beide Wege erfordern Trittsicherheit. Eine einfachere Variante ist über die Westseite herum in die Südflanke und von dort zum Gipfel. Von dem Ort Rauth führt der Enziansteig über die Südflanke zum Gipfel.
Im Winter kann die Krinnenspitze im Rahmen einer Skitour bestiegen werden. Üblicherweise  führen die Anstiege aus dem Strindental oder von Rauth auf den Gipfel.

## Bilder

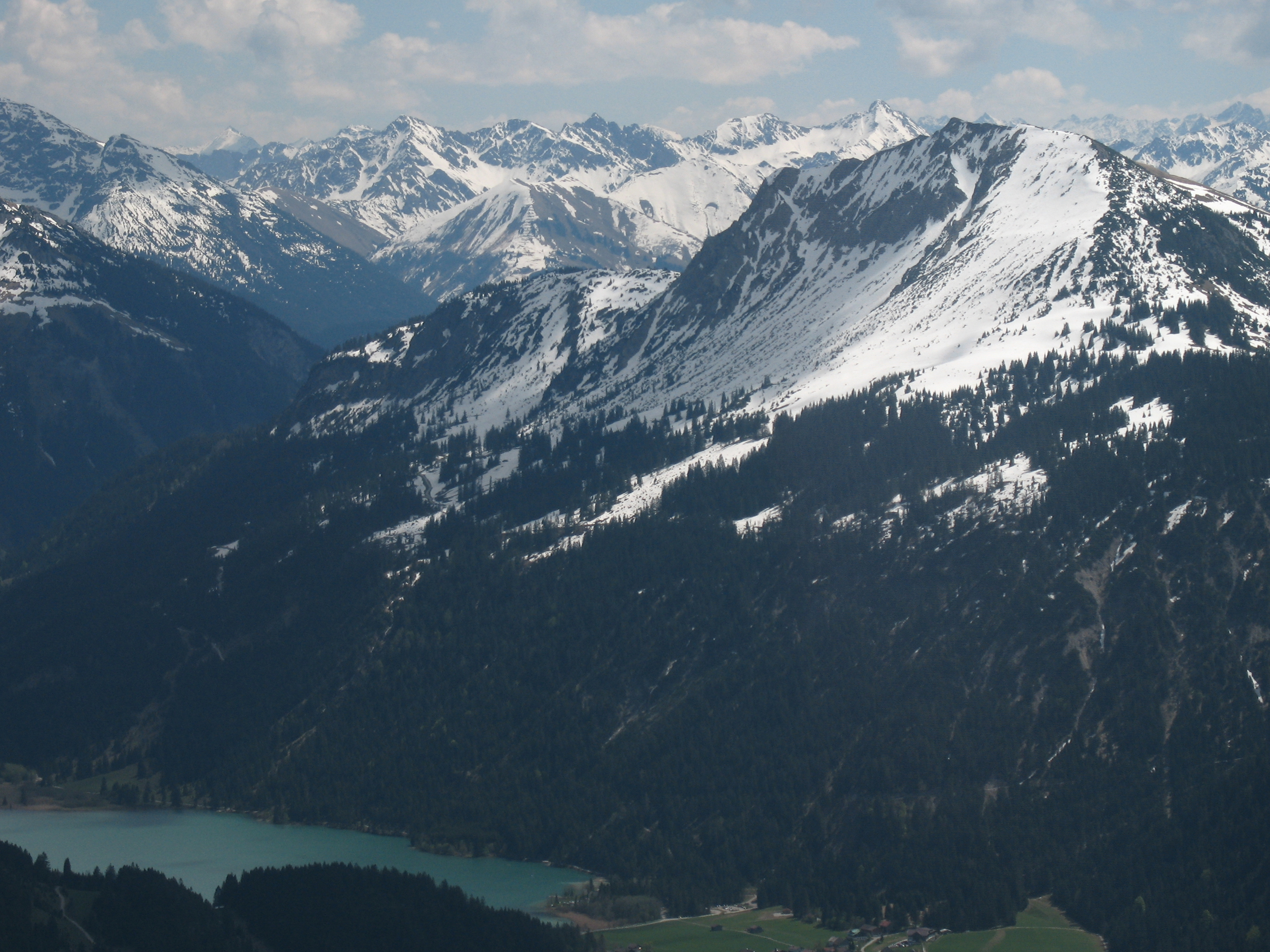
Nordseite vom Einstein mit Haldensee
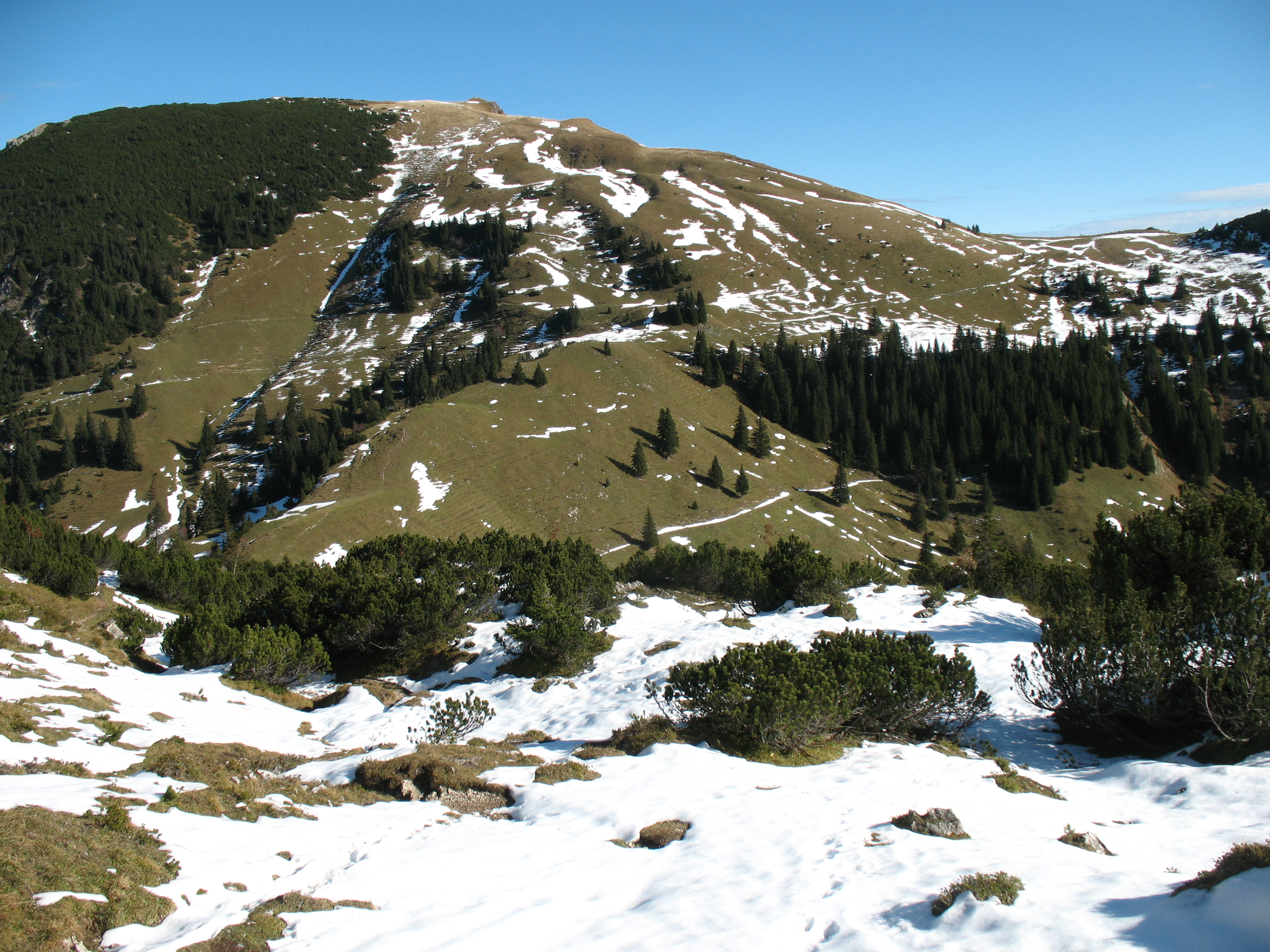
Südseite vom Litnisschrofen
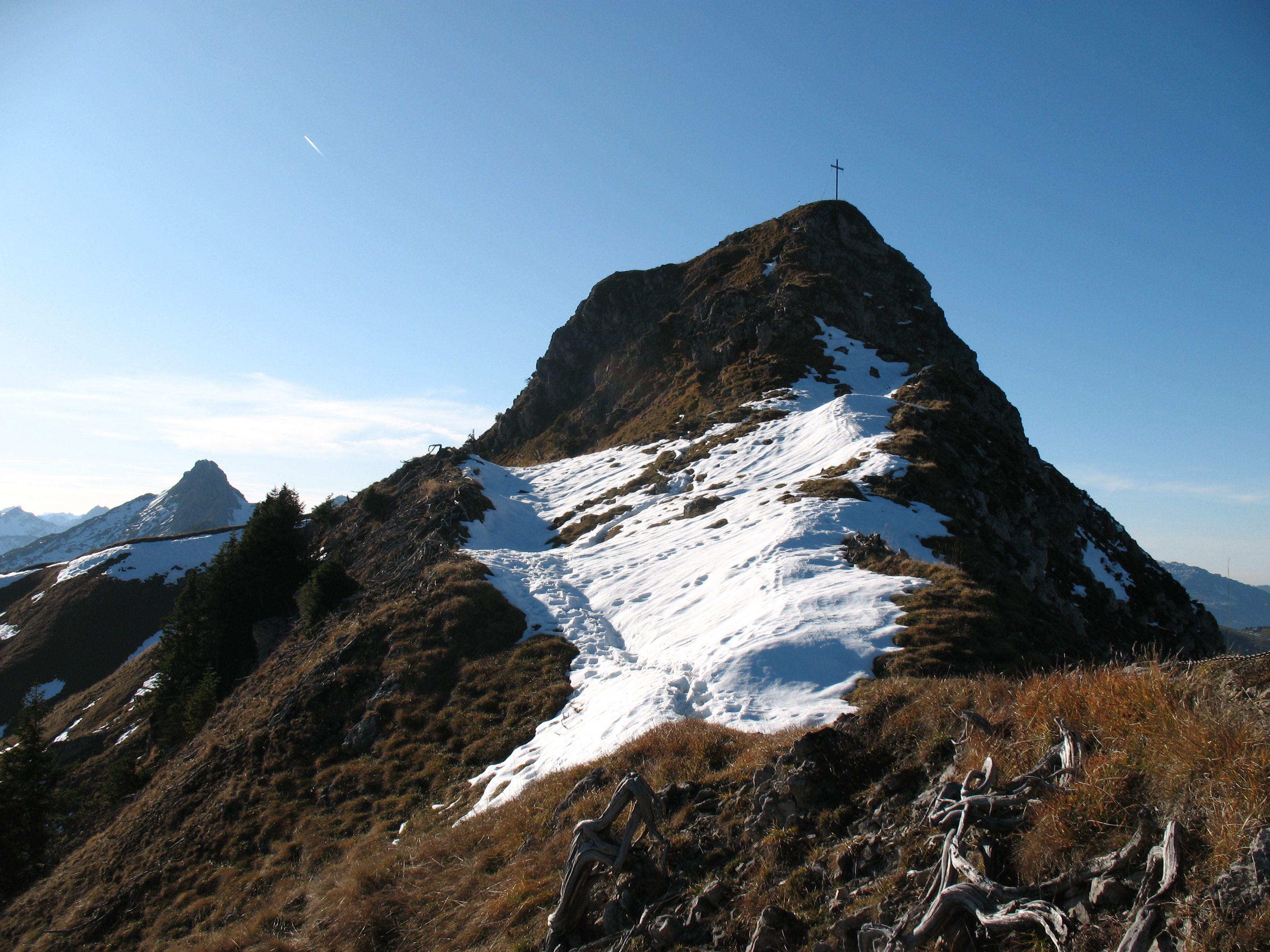
Gipfel vom Gamsbocksteig
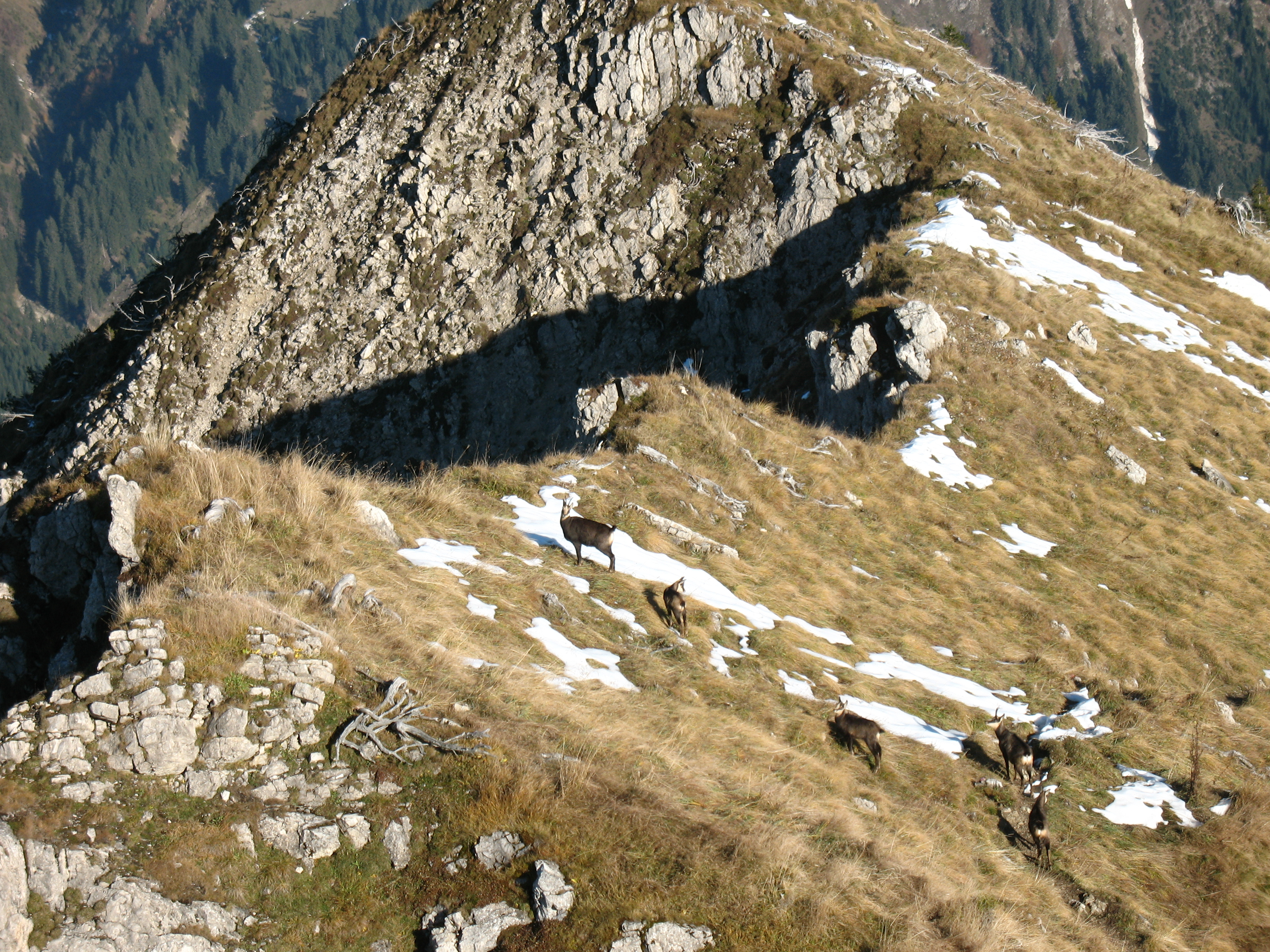
Gämsen am Gamsbocksteig